# Абургий
Абургий (лат. Aburgius) — римский политический деятель второй половины IV века.
Абургий происходил из Цезареи Каппадокийской. Между 369 и 371 годом он состоял в переписке с Василием Великим, в которой затрагивались различные вопросы. В это время Абургий занимал важный пост при императорском дворе (возможно, квестора священного дворца или комита частного имущества). Около 378 года он, предположительно, находился на посту префекта претория Востока. Абургий идентифицируется с неназванным у Аммиана Марцеллина префектом, который остался в августе 378 года в Адрианополе, когда император Валент II выступил в поход против готов. Он был другом консула 382 года Флавия Евтолмия Татиана.